# Valmet L-90

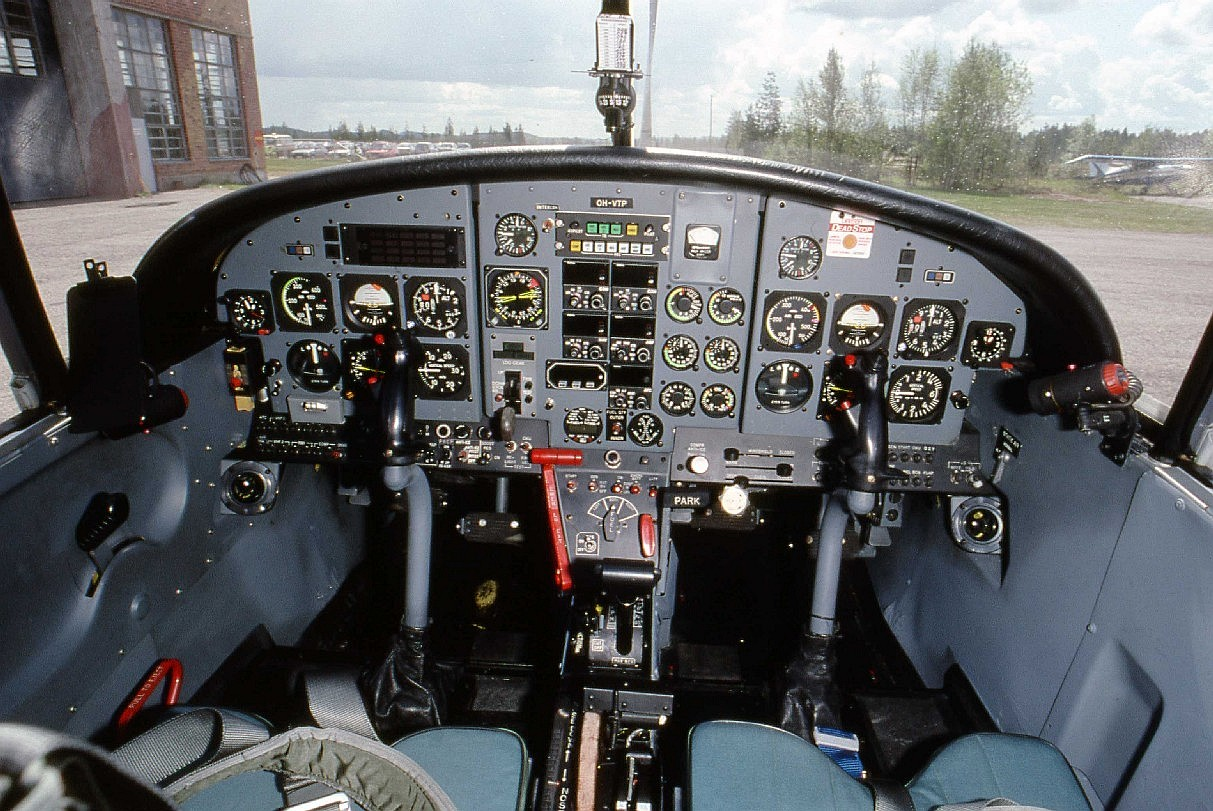
Cockpit i OH-VTP.

Valmet L-90 Redigo är ett finländskt avancerat skolflygplan som konstruerats av Valmet och som används av det finländska flygvapnet.
I början på 1980-talet hade flygplanstillverkaren Valmet Oy ett behov av att starta ett nytt flygprojekt eftersom tillverkningen av Vinka och monteringen av Hawk höll på att avslutas. Man beslutade att ta fram ett flygplan baserat på Valmet L-70 Vinka, men utrustat med turbopropmotor och infällbart landställ för så kallad "typ 2" skolning. Flygplanet gavs först typnamnet Valmet L-80 TP Turbo-Vinha.
Fabrikens testpilot Överste Paavo Janhunen flög prototypflygplanet (registrerat OH-VBB) för första gången den 12 februari 1985. Flygplanet havererade på sin 14:e flygning den 24 april 1985 varvid både piloten Janhunen och flygingenjören DI Jääskeläinen omkom då flygplanet inte gick ur en spinn. En minnessten över händelsen restes i Hallis centrum.
Man beslöt att fortsätta utvecklingsarbetet. Senare provflygplan kom att utrustas med så kallad spinnfallskärm. Fabriken började tillverka en andra prototyp. Denna gavs typnamnet Valmet L-90 TP Redigo. En fabriksägd Redigo havererade på en flyguppvisning i Belgien 1988, varvid Valmets testpilot Major Piippo omkom.
Redigo började tillverkas i Kuorivesi för det finländska flygvapnets räkning, där de främst skulle användas som sambandsplan. Sammanlagt byggdes 10 stycken, vilka fick beteckningarna RG-1 till och med RG-10. RG-10 (tidigare RG-11) skänktes till Valmet för fortsatt flygutprovning i mars 1991. Det första flygplanet i militär tjänst kom att bli RG-1 i maj 1992. 
Flygplanet såldes även i 30 exemplar som motköp för Hornet till Mexiko och Eritrea som skolflygplan. På hösten 1995 sålde Valmet tillverkningsrättigheterna till den italienska flygplanstillverkaren Aermacchi, som marknadsförde den under beteckningen M290TP.

## Användare
- Eritrea
- Finland
- Mexiko